# Phyllanthus celebicus
Phyllanthus celebicus är en emblikaväxtart som beskrevs av Sijfert Hendrik Koorders. Phyllanthus celebicus ingår i släktet Phyllanthus och familjen emblikaväxter.
Artens utbredningsområde är Sulawesi. Inga underarter finns listade i Catalogue of Life.